# ばらの騎士
『ばらの騎士』（薔薇の騎士、ドイツ語: Der Rosenkavalier）作品59は、リヒャルト・シュトラウスの作曲したオペラ。この作品はワーグナーの後期のオペラに比肩する長大な作品規模と大掛かりな管弦楽ゆえにしばしば楽劇と呼ばれるが、これはシュトラウス自身の命名ではない。出版時のタイトルは Komödie für Musik in drei Aufzügen：Der Rosenkavalier（3幕の音楽のための劇『ばらの騎士』）とあるに過ぎない。台本はフーゴ・フォン・ホーフマンスタールによる（日本語訳は下記を参照）。

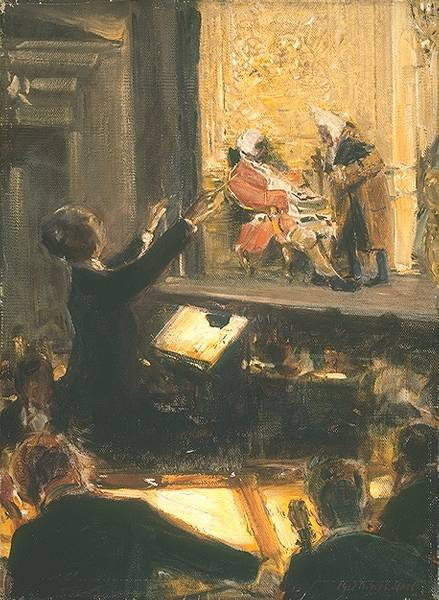
ばらの騎士を指揮するエルンスト・フォン・シューフ（ロベルト・シュテルル（画）

## 概要
シュトラウスは、ホーフマンスタールと既に『エレクトラ』で共作していたが、それは既に上演された舞台戯曲にシュトラウスが曲をつけただけであった。それゆえこの『ばらの騎士』こそがシュトラウスとホーフマンスタールの2人の大家による長年の実り豊かな作品の実質的に最初の共同作業となった。作曲は1909年初めから1910年にかけて行われた。当初ホーフマンスタールの発案で男装の女性歌手を起用した軽い喜劇的な作品として計画されたが、2人の夥しい数の往復書簡（下記の日本語訳文献に詳しい）を中心とした議論の末、最終的に現在の形としてまとめられた。
タイトルの「ばらの騎士」とは、ウィーンの貴族が婚約の申込みの儀式に際して立てる使者のことで、婚約の印として銀のばらの花を届けることから、このように呼ばれる。物語当時の貴族の間で行われている慣習という設定であるが、実際にはホーフマンスタールの創作である（「このオペラでは一見本物に見えるものが実は虚構なのです」とホーフマンスタールは言っている）。
音楽内容的には、「モーツァルト・オペラ」を目指したものである。物語の舞台はマリア・テレジア治世下のウィーンに置かれ、ロココの香りを漂わせつつ、遊戯と真実を対比させた作品として仕上げられた。プロットが『フィガロの結婚』と似ているのはこのためである。物語に即して『サロメ』、や『エレクトラ』（部分的には無調ですらあった）の激しいオーケストレーションや前衛的な和声はすっかり影を潜め、概して親しみやすい平明な作風で書かれている。声楽パートも「吼える二匹のケモノのような」（とホーフマンスタールが揶揄した）ワーグナーのドラマティックなものから、モーツァルト的な、リリックな歌唱スタイルになっている。
カット無しの演奏時間は、約3時間20分（第1幕75分、第2幕60分、第3幕65分）。このオペラは筋立ては貴族達の恋愛がテーマのコメディ作品でありながら、全3幕からなる非常に大規模で演奏困難なオペラである。第1幕・第2幕はウィーンの貴族の屋敷内に、第3幕は居酒屋・宿屋に設定されている。作品の主要な人物4名のうち3名が第1幕で登場し、残る1名が第2幕で登場、第3幕では最後に全員が揃い、物語の完結を迎える。バレエは当初挿入される予定であったが外され、合唱も大きな役割は持たない。主要な4人に次ぐ役が3、4人おり(ただし比重は4人に比べて格段に低い)、ソロ又は重唱で歌う役は名の無い役も含め28人を数える。そのほかに黙役のオックス男爵の庶子等も必要である。1幕に登場するテノール歌手はイタリアオペラのパロディを狙った端役ではあるが、曲自体はかなり美しいこともあって特別にスター歌手を特別出演させ舞台に華を添える事もある。
このオペラは長大で難しいため、上演のみならず録音でもしばしば慣習的にカットが行われている。これはシュトラウス自身が認めていたものである。なお、ほとんどが重唱曲でアリアは一切なく、テノールは小悪党ヴァルツァッキ以外には第1幕でかなり揶揄的な扱いで登場するのみであるなど、シュトラウスのイタリアオペラ嫌いがかなり反映されている。また、2人の小悪党がイタリア人として設定され、オクタヴィアンもロフラーノという姓からイタリア系貴族であることが暗示されており、オックスが怒りのあまりイタリア人差別的な言葉をわめき散らした後、2人がオクタヴィアン側に寝返る伏線となっている（基本的には金で転んだのだが）。これらは、ハプスブルク帝国が中東欧や北イタリアへ支配を広げた結果、イタリアをふくむ非ドイツ系貴族の一部がドイツ風の名乗りでオーストリア宮廷に仕えていた当時の状況を反映している。なお、シュトラウスのイタリアオペラ批判は、後年、自ら台本にも加わった最後のオペラ『カプリッチョ』で、より徹底的な形で（擁護的な立場も取り入れる一方、揶揄の描写としては遥かに痛烈に）繰り返されることになる。

## 初演と評価
初演は入念なリハーサルの後1911年1月26日、ドレスデン宮廷歌劇場で、エルンスト・フォン・シューフの指揮、ゲオルク・トラーとマックス・ラインハルトの演出により上演され、未曾有ともいえる大成功を収めた。すでに作曲家としての地位を確立していたシュトラウスの新作に対する世間の期待は高く、ウィーンからドレスデンまでの観劇客用特別列車が運行されたほどである。引き続き50回におよぶ再演が続けられたほか、ベルリン宮廷歌劇場、プラハ歌劇場、バイエルン宮廷歌劇場、ミラノのスカラ座など主要な歌劇場でも立て続けに上演され、いずれも好評をもって迎えられた。
それまでのシュトラウスの前衛的な作風に好意を示していた批評家や作曲家たちからは、本作は「時代遅れ」で「大衆迎合的」だと批判されたが、聴衆の支持は絶大で、今日ではシュトラウスの代表作と見なされているばかりか、ドイツ圏の主要歌劇場や音楽祭において最も重要なレパートリーの一つに数えられる。大作であり歌手への要求項目も多いため、水準の高い上演は容易ではないが、各歌劇場がこぞって意欲的に取り組むこともあり、録音や録画でもロングセラーに耐えるような演奏が数多く残されている。ドイツ圏外でも人気は高く、比較的小規模上演の可能なモーツァルト作品や『こうもり』などに伍して最もよく上演されるドイツオペラのひとつである。アリアこそないが、後期ロマン派以降のドイツオペラとしては美しい旋律が豊富に用いられており、抜粋構成したワルツや第三幕三重唱が単独で取り上げられる機会も多い。

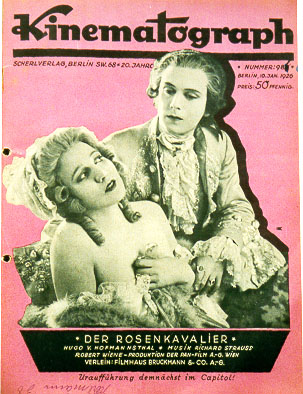
ドイツの雑誌キネマトグラフ（1926年）の表紙

有名な上演としては、第二次世界大戦中の爆撃で破壊されたウィーン国立歌劇場の再建記念公演（1955年、ハンス・クナッパーツブッシュ指揮）や、ウィーン国立歌劇場の来日公演（1994年、カルロス・クライバー指揮）などが挙げられる。

### 日本初演

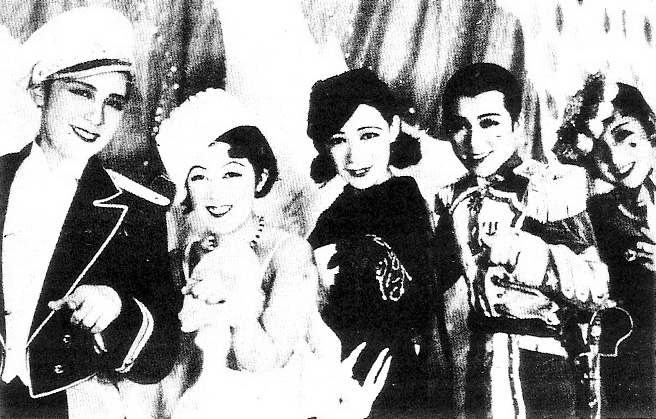
松竹少女歌劇団「ローゼン・カヴァリア」左から、水の江瀧子、熱海芳枝、小倉みね子、オリエ津阪、江戸川蘭子。1934年（昭和9年）

日本初演は、第二次世界大戦後の1956年10月30日に日比谷公会堂にて、マンフレート・グルリット指揮、東京フィルハーモニー交響楽団他によって行われた。
近年では宝塚歌劇により2001年元旦に新装オープンした東京宝塚劇場の開場を記念して、月組により大幅にアレンジされ上演されている。このように日本への浸透は比較的遅かった作品だが、現在では人気は高い。

## 作品の構成

### 主な登場人物
元帥夫人マリー・テレーズ声種はリリックソプラノ。オーストリア陸軍元帥であるヴェルデンベルク侯爵の夫人で、一般には「元帥夫人」またはドイツ語で「マルシャリン」と呼ばれる。シュトラウスの説明では年齢は32歳未満とされる。公務や趣味の狩などでしばしば家を空ける夫とは年齢が離れている。いとこで青年貴族のオクタヴィアンと愛人関係にある。内省的で、いずれは若い愛人も自分を捨てて去っていくのだという諦念をもっている。台詞からはオクタヴィアン以前にも愛人がいたとの解釈も可能である。侯爵夫人としての気品をそなえる歌唱および舞台での演技力と、長大なモノローグや愛人との重唱では微妙な心の揺れを表現することが求められる難しい役である。かなり名をなしたベテランが演じることが多く(ゾフィーやオクタヴィアンから転じた例も少なくない)、この役を得ることはドイツオペラ系ソプラノ歌手の夢でもある。このオペラの実質的な主人公であるにもかかわらず、2幕には登場しない。出ずっぱりとなる1幕の長丁場を終えると後は3幕の後半までは全く出番が無い。
オクタヴィアン元帥夫人の若い愛人で17歳の青年貴族。親しい女性からはカンカンの愛称で呼ばれる。元帥夫人と愛し合っていたが、ばらの騎士として会ったゾフィーとたちまち恋に落ち、最後には彼女と結ばれる。物語中では女装して元帥夫人の小間使いマリアンデルを演じる。ほぼ全編出ずっぱりの大役である。ホーフマンスタールの当初の構想にあった人物と思われ、ソプラノまたはメゾソプラノ歌手が男装して颯爽と演ずる、いわゆるズボン役の代表格。同じ男装役である『フィガロの結婚』のケルビーノと共通のレパートリーとする歌手も多い。劇中で女装して女中に化けるという設定もケルビーノと共通する。ちなみにゾフィーが寝床でいつも読み耽っている“Ehrenspiegel Österreich”というタイトルの貴族譜におけるオクタヴィアンのフルネームは“Octavian Maria Ehrenreich Bonaventura Fernand Hyazinth”で、これをゾフィーは暗誦してみせ、オクタヴィアンを驚かせる。
レルヒェナウ男爵オックス声種はバス。元帥夫人の従兄。性格は野卑で傲慢で自己中心的で好色漢、おまけにケチである。しかも剣はからきし苦手な臆病者という、一見極めつけの俗物である。しかしその強烈なキャラクターから、元帥夫人とともに、このオペラの主役と言ってもよい（事実、当初の題は『オックス』であった）。喜劇的な性格俳優としての演技力とともに卓越した歌唱力（歌の多い2幕の最後で低いホ音を長く伸ばして歌う）をも要求される。以上のような大役ゆえに、この役は経験豊かなベテランのバス歌手によって歌われる事が多い。そのせいで、オックスを熟年か初老の男と誤解されがちであるが、実はR.シュトラウスによると「オックスは35歳位の田舎者で、女たらしではあるがいつも貴族然としていなければならない（たとえ田舎貴族であろうと）」とある。
ゾフィー声種は高いリリックソプラノ。ファニナルの一人娘。修道院を出たばかりで、父親が決めた政略結婚に従い、オックス男爵の婚約者に予定される。社交界や青年貴族の系譜などを見て彼らの生活を夢見る、夢多き若い娘である。オックス男爵に失望して、ばらの騎士として登場したオクタヴィアンに助けを求める。初々しい歌唱が要求される。
フォン・ファニナル声種は高いバリトン。新たに貴族に叙せられたばかりの富裕な俄成金。妻は以前に亡くしており、子はゾフィー一人である。血縁によって貴族としての立場を強化するために、娘とレルヒェナウ家のオックス男爵との婚約を計画する。精力的な実業家だが、持病を持っている。出番は多くないが、華やかな第2幕の第一声をはじめ、要所要所を支えており、主役級の大物バリトン歌手が起用されることもある。

### オーケストラ編成
3管編成。
| 木管 | 木管                                                             | 金管 | 金管 | 打    | 打                                                                           | 弦   | 弦               |
| ---- | ---------------------------------------------------------------- | ---- | ---- | ----- | ---------------------------------------------------------------------------- | ---- | ---------------- |
| Fl.  | 3（ピッコロ1持ち替え）                                           | Hr.  | 4    | Timp. | 1、（少なくとも4個）                                                         | Vn.1 | スコア指定では16 |
| Ob.  | 3（コーラングレ1持ち替え）                                       | Trp. | 3    | 他    | 大太鼓、シンバル、タンブリン、グロッケンシュピール、小太鼓、鐘、カスタネット | Vn.2 | 同16             |
| Cl.  | 3（E♭管1持ち替え）、バス・クラリネット（バセットホルン持ち替え） | Trb. | 3    | 他    | 大太鼓、シンバル、タンブリン、グロッケンシュピール、小太鼓、鐘、カスタネット | Va.  | 同12             |
| Fg.  | 3（コントラファゴット1持ち替え）                                 | Tub. | 1    | 他    | 大太鼓、シンバル、タンブリン、グロッケンシュピール、小太鼓、鐘、カスタネット | Vc.  | 同10             |
| 他   |                                                                  | 他   |      | 他    | 大太鼓、シンバル、タンブリン、グロッケンシュピール、小太鼓、鐘、カスタネット | Cb.  | 同8              |

注意書きとして、弦編成は指揮者の判断により（台詞の明瞭性に配慮し）演奏するプルト数を制限させること、とある。
第3幕では舞台裏でワルツなどを奏するバンダとして、フルート2、オーボエ、クラリネット3、ファゴット2、ホルン2、トランペット、小太鼓、ハルモニウム、ピアノ、ヴァイオリン2、ヴィオラ、チェロ、コントラバスを配置する。弦編成についての注意書きによると、非常に良いソロ奏者５名の良く響く楽器による演奏、または各パート複数奏者で演奏させ、その場合に各２名を避けること、とある。

## あらすじ

### 第1幕
ウィーンにあるヴェルデンベルク侯爵夫人の寝室。
元帥夫人とオクタヴィアンがベッドで昨夜からの愛の余韻に浸っている。若いオクタヴィアンは情熱的に愛を語るが、夫人はふと物思いにとらわれている。黒人少年の召使が朝食を持ってくるので二人で食べ始める。部屋の外が騒がしくなり、ふたりは元帥が突然帰ってきたのかと狼狽し、オクタヴィアンは物陰に隠れる。しかし、夫人は続きの間から漏れ聞こえる声からそれが侯爵ではなく従兄のオックス男爵であることを知る。オクタヴィアンは小間使いの服を着て現れ、来客のどさくさに紛れて引き上げようとするが、ドアのところでオックスと鉢合わせする。好色なオックスは「彼女」が男性だとは気づかずに興味を示し、来訪の用件もそこそこに口説き始める。オクタヴィアンが逃れようとしてもそれを許さず、仕方なしに元帥夫人が「彼女」をマリアンデルという娘だとオックスに紹介し同席するよう命ずると、オックスはやっと用件を切り出す。
彼は最近貴族に列せられた富裕な商人ファニナルの一人娘と婚約したので、婚約申し込みの使者として「ばらの騎士」を務めてくれる貴族を紹介して欲しいという。元帥夫人は悪戯心を起こし、オクタヴィアンの絵姿を見せて“従弟”のロフラーノ伯爵ではどうかと尋ねる。オックスは同意するが、オクタヴィアンと目の前のマリアンデルが瓜二つであるのに驚き、曖昧にごまかす夫人の言葉から、ロフラーノ家の庶子だと思いこむ。そこへ侯爵家の執事や面会客が続々と入ってくるので、オクタヴィアンはようやく抜け出すことに成功する。
夫人の調髪師が彼女の髪を整える間、孤児の母親や帽子売りなど、来客が次々に用件を述べる。情報屋のヴァルツァッキとアンニーナがゴシップを売りこみに来るが夫人は取り合わない。しかたなく彼らはオックスに取り入り、男爵はあとで宿屋に来るよう言う。テノール歌手が夫人の前でオペラセリア風の空虚なアリアを歌っている間、オックスは侯爵家の公証人とともに結婚契約書を作り始めるが、欲深い彼は強引に多額の持参金を受け取る条項を付け加えようとして弁護士を怒鳴りつける。ちょうどそのとき、夫人が「髪型がおばあさんのようだ」と不満を述べ調髪師が慌てて手直しをしている。心が沈んだ夫人は教会に行く時間だからと皆を下がらせる。オックスはどうにか結婚契約書を作り上げ、元帥夫人に礼を述べると立ち去る。
元帥夫人は物思いにふけり、自分がいずれは年を取らねばならぬ思いを一人語る。彼女はそれが悲しいけれども受け入れなければならない現実であるという諦念を持つが、実感としてはまだあきらめきれない複雑な気持ちである。そこへ自分の服に着替えたオクタヴィアンが颯爽とやってくる。彼は元帥夫人が悲しそうな様子なので元気付けようとするが、心乱れた夫人からいずれ自分が夫人の元を去ることになるだろうといわれて憤慨し、いつまでも自分はあなたとともにあるのだと情熱的に語る。しかし、夫人が考えを改めないので不安になり、彼女を問い詰めるが、彼女は動じない。夫人は午後の再会を約束して彼を去らせる。彼を傷つけたことを悔いた夫人は、辞去するオクタヴィアンに別れのキスをしなかったことに気づいて召使に呼びにやらせる。しかし、オクタヴィアンはすでに馬で駆け去っていたという報告を聞き、ふたたび一人物思いに沈む。

### 第2幕
第1幕から数日後、ウィーン市内のファニナル家の客間。
「ばらの騎士」と婚約者オックスが初めて訪ねてくる当日の朝。婚約者となるゾフィー当人ばかりか、父親のファニナルも落ち着かずそわそわとしている。ゾフィーは落ち着くために神に祈っている。ばらの騎士の到着より先に婚約者を迎えに行かねばならないファニナルが出発すると、ほどなく外が騒がしくなり、ロフラーノ伯爵の到着を告げる。使者の行列に導かれて純白の衣装に身を包んだオクタヴィアンが登場する。
緊張した彼は銀のばらをゾフィーに手渡し、口上を述べると、ゾフィーもぎこちなく返礼を述べる（銀のばらの献呈の場面）。儀式が終わるとようやく打ち解けたゾフィーはいろいろと語り始める。それを見ていたオクタヴィアンは自分の心に沸き起こった不思議な感情を抑えられない。彼は一目見ただけでゾフィーに恋してしまったことを知る。緊張の解けた二人が語らいを続けていると、そこにオックス男爵が従者とともに登場する。しかしオックスの無作法な振る舞いにゾフィーは驚き、オクタヴィアンも脇で憤慨する。ファニナルがオックスを別室に案内すると他の人も一緒に付き従うが、ゾフィーとオクタヴィアンは残る。レルヒェナウ家の従者が酒に酔ってファニナル家の女中たちを追い回す騒ぎが起こり、ファニナル家の家来が皆その場を去る。二人きりになったため、ゾフィーはオクタヴィアンに助けを求め、彼は応じて二人のために守ると宣言するのでゾフィーは感激し、二人は抱き合う。
そこへ第1幕でオックス男爵の手下となったヴァルツァッキとアンニーナが現れ、二人を引き離し大声を出してオックス男爵を呼ぶ。オックスが登場すると、彼と口をきくのも嫌なゾフィーに代わってオクタヴィアンがゾフィーの気持ちを伝えようとするが、オックスは彼を小馬鹿にして取り合わない。ついにゾフィーがオックスとは結婚しないと宣言するが、オックスは無視して彼女を連れだそうとするので、オクタヴィアンは剣に手を掛ける。オックスは家来を呼ぶが、剣を抜いたオクタヴィアンに彼らはだらしなく引き下がる。引っ込みがつかなくなったオックスは剣を抜いて応戦するが、あっさり肘を突かれて悲鳴を上げる。オクタヴィアンを遠巻きにして言葉だけは威勢の良いレルヒェナウ家の召使が騒いでいるところにファニナルが登場し、起こったことに仰天する。医者がオックスの治療にとりかかる。オクタヴィアンが騒ぎを詫びて退場し、ゾフィーは父親に男爵との結婚を取りやめるよう懇願するがファニナルは聞き入れず彼女を叱責する。彼はゾフィーを去らせると、手当ての終わったオックスに詫びて酒を振舞う。
落ち着きを取り戻した男爵は酔った勢いで鼻歌交じりである。そこにアンニーナが登場し、オックス宛ての手紙を持ってくる。男爵がそれを読ませると、それはマリアンデルから会いたいという手紙である。当然オクタヴィアンの計略だが、そうとは知らない男爵はすっかり有頂天になりワルツに乗せて歌う。謝礼を求めるアンニーナを無視するので失望した彼女は怒ってその場を去る。そんなことは全く気にせず一人「私がいなけりゃ毎日さびしい。私がいれば夜も短い」と歌いつつオックス男爵が退場するところで幕が降りる。

### 第3幕
第2幕と同日夕刻のウィーンの居酒屋の部屋。
幕が上がると怪しげな居酒屋の一室で食事の準備が行われている。オックスを計略にかけるべく店員に準備をさせているのはケチなオックスに見切りをつけてオクタヴィアン側に寝返ったヴァルツァッキとアンニーナである。食事の支度だけではなく、オックスを驚かせる仕掛けも準備されている。やがて、マリアンデルに扮したオクタヴィアンが登場する。手はずが整ったことに満足して二人に財布を渡し、その場を去る（この間、オーケストラ演奏だけによるパントマイムで進行する）。
ほどなくオックス男爵とマリアンデルが登場する。オックスは店主たちを去らせ、マリアンデルを口説き始めるが、彼女は純朴な田舎娘の芝居をしつつはぐらかす。やがて、先ほどの仕掛けが働き始め、オックスは驚き混乱、マリアンデルも驚いて見せる。そこへヴェールで顔を隠したアンニーナが登場。オックスを自分の夫だと告げ大勢の子供が「パパ、パパ」と叫んでオックスにまとわり付くので、オックスは怒って大声で通りの警察官を呼ぶ。警察官の質問に対しオックスは自分の身分を告げ、マリアンデルをファニナルの娘で自分の婚約者だと紹介する。そこへオクタヴィアンがオックスの名で呼んだファニナルが登場する。彼は警察官にマリアンデルのことを問われ、驚愕して自分の娘であることを否認する。騒ぎを聞きつけて集まった野次馬が「これはスキャンダルだ！」と大騒ぎしているところに、突如元帥夫人が到着する。
彼女がやってくることはオクタヴィアンの計画にはなかったので当惑するオクタヴィアン。さらにゾフィーまでもそこに現れ、状況をみて驚きあきれる。彼女は気分が悪くなった父親を連れて別室に去る。元帥夫人がオックスの身分を保証するので警官は去る。ゾフィーが戻って来て、現れた父の言葉として二度と自分の前に現れないようオックスに告げるのでオックスは憤慨する。元帥夫人はオクタヴィアンに扮装を解いて出てくるようにいう。オックスは驚き、ここでようやくオクタヴィアンとマリアンデルが同一人物であることを悟る。同時に、先日の朝マリアンデル、すなわちオクタヴィアンが元帥夫人の寝室にいた事情も察する。ゾフィーも三人のやりとりでオクタヴィアンと元帥夫人の関係に気付いて呆然とする。オックスは、この秘密を盾にファニナルへのとりなしを頼むが、元帥夫人はオックスに「すべては終わった」とはねつけ、退場を命ずる。初めは納得せず渋ったオックスも負けを認め、その場を去ろうとする。そこへ宿屋の主人が勘定書きをつきつけ、アンニーナにつれられた子供たちが再び登場してオックスを追いかけるので、彼は従者をつれてそこを逃げ出す。宿屋の主人やアンニーナたちが彼を追いかけて全員去り、舞台には元帥夫人とオクタヴィアン、それにゾフィーの三人だけが残る。
元帥夫人は先日予期したときが思いのほか早くやってきたことを悲しみつつ、若い二人を祝福する気持ちでオクタヴィアンをゾフィーの元に行かせる。自分の気持ちにまだ戸惑いながらも、元帥夫人に感謝してオクタヴィアンがゾフィーに近づき、当惑する彼女に思いを告げる。ゾフィーがまだ事態を受け入れかねているので、元帥夫人は彼女にやさしくオクタヴィアンとともに家に帰るよう諭す。最初はぎこちなく拒否していたゾフィーも、オクタヴィアンの求愛を受け入れる。複雑な心境を三人それぞれが歌う（終幕の三重唱）。元帥夫人はそっと去る。それには気付かず二人が抱き合って夢ではないかと語り合う。元帥夫人がファニナルを伴って再登場し、ファニナルは納得して夫人とともに去る。幸福感に満たされた若い二人は今ひとたび短い二重唱を歌って退場する。二人が去ったあと軽妙な音楽に乗って、元帥夫人の黒人小姓が現れ、ゾフィーの落としたハンカチを見つけて駆け去ると幕が下りる。

## 楽曲解説
「モーツァルト風のオペラ」を目指したこともあり、概ね3管編成のオーケストラは随所でシュトラウスならではの官能的・色彩的な部分もあるものの、比較的軽妙で透明な音色を主体としている。その意味ではモーツァルトのオペラ・ブッファを意識したかのようなつくりである。物語の舞台となったウィーン名物のウィンナ・ワルツがあちこちに登場しているのは、作品の時代とは合わないとして一部の批評家からの指摘を受けたが、聴衆からは好評であった。オックス男爵のワルツはしばしば独立して演奏されることがある。

### 序奏
第1幕の幕が開く前に演奏される。元帥夫人とオクタヴィアンが過ごした一夜を描くとされる短い導入曲で、オクタヴィアンを表す若々しく情熱的な動機や、それに応えて元帥夫人を表す柔和な音楽が奏されるうちに幕が開く。

### 元帥夫人のモノローグ
第1幕で独りになった元帥夫人の独白である。夫人は、修道院を出てきたばかりの若い自分はどこへいったのかと問い、また避けられない老いの予感に心を痛めるが、時の移ろいは誰にも避けられないものであることを悟り、いつかはオクタヴィアンが去ることを予言する。元帥夫人を演ずる歌手の重要な聴かせどころのひとつで、リサイタルで独立して演奏されることもある。

### 銀のばらの贈呈の場面と二重唱
第2幕でオクタヴィアンがゾフィーに婚約のしるしであるペルシャ産の香油をたらした銀の薔薇の造花を渡す場面の音楽である。ハープやチェレスタに彩られて弱音器つきの弦楽器と木管が奏でる優美で、繊細な色彩感をもった音楽に乗って婚約申込みの口上が述べられる。そのあとには打ち解けた二人の二重唱が続くが、結婚の喜びを歌い上げるゾフィーと、彼女に惹かれて恋心を抱き始めたオクタヴィアンがそれぞれ歌う音楽には微妙なずれがある。

### オックス男爵のワルツ
第2幕後半で、オクタヴィアンに腕を傷つけられたオックス男爵が、ファニナルの薦める酒を飲んで機嫌を直して歌う場面の音楽。通称『ばらの騎士のワルツ』で知られるが、ヨーゼフ・シュトラウスのワルツ『ディナミーデン』をもとにした作品である。なお、シュトラウスはこの『ばらの騎士のワルツ』について「あのウィーンの陽気な天才（ヨハン・シュトラウス2世）を思い浮かべずして作曲するなど、ありえただろうか？」と語っている。

### パントマイム
第3幕冒頭で、マリアンデル名義でオックス男爵をおびき出し、一杯食わせようというオクタヴィアンの作戦を実行するため、宿屋で準備を行う場面で奏される。歌唱・台詞無しのパントマイムで進行する。軽快・快活な曲想である。

### 三重唱
『ばらの騎士の三重唱』として知られる名場面。それぞれが自分の想いを独白で歌う三重唱である。オクタヴィアンは一目惚れしたゾフィーに夢中だが、先日まで愛し合っていた元帥夫人にも未練があり、ひどく混乱している。ゾフィーはオックスに裏切られ、自分を救ってくれると信じたオクタヴィアンが格上の元帥夫人と愛人関係にあることを知って傷ついている。オクタヴィアンをつなぎとめることも出来たはずの元帥夫人であるが、潔く若い二人を祝福し、身を引く決意をする。ホーフマンスタールはシュトラウスに手紙を送り、この場面で元帥夫人がゾフィーに見劣りするような音楽を書いてはならないと注意を呼びかけている。若いオクタヴィアンの気持ちとしてはゾフィーに夢中であることを表しつつ、彼女よりも魅力的な元帥夫人が敢えて身を引くことを音楽でも示すように、との趣旨である。今日、この場面はゾフィー役ではなく、元帥夫人役の歌手にとっての聴かせどころの一つと見なされていることから、シュトラウスは台本作者の要求に見事に応えたのだと考えてよい。シュトラウスにとっても愛着のある曲であり、遺言により彼の葬儀で演奏された（指揮はゲオルク・ショルティ）。

### ワルツ第1番、ワルツ第2番、組曲ほか
便宜上「ワルツ第1番」と称されているもの（フランツ・トレナーによる作品整理番号ではTrV 227c）は、1944年にシュトラウス自身が第1幕と第2幕の素材から編纂したワルツである。同じく「ワルツ第2番」と称されている第3幕の素材を編纂したもの（作品整理番号TrV 227a）は、それより10年前の1934年に成立したと言われているが、編曲者の名は伝わっていない。その他、1926年にサイレント映画の伴奏音楽用にシュトラウス自身が編曲した映画音楽「ばらの騎士」（作品整理番号TrV 227b）もある（自作自演の音盤あり）。「組曲」は、初演直後にナンブアト（"Nambuat"、ペンネームでタウプマン（Taubmann）のことだと伝えられている）が編纂したものや、全曲から選んだ場面を再構成して1945年に出版されたもの（作品整理番号TrV 227d、後述）がある。
現在広く演奏される1945年出版の「組曲」（TrV 227d）は、指揮者のアルトゥール・ロジンスキ編と伝えられるが、シュトラウスの関与の程度など、成立事情は定かでない。これは「組曲」と称しているが音楽の切れ目のない単一の曲となっており、いわば全曲を交響詩に編み直したような構成となっている。

## 日本語訳文献
- 内垣啓一訳 『「薔薇の騎士」 ホーフマンスタール選集4 戯曲』 河出書房新社、初版1973年
- 『オペラ「薔薇の騎士」誕生の秘密 R.シュトラウス/ホフマンスタール往復書簡集』 堀内美江訳、河出書房新社、1999年
- 『リヒャルト・シュトラウス ホーフマンスタール.往復書簡全集』 ヴィリー・シュー編、中島悠爾訳、音楽之友社、2000年
- 『オペラ対訳ライブラリー ばらの騎士』 田辺秀樹訳、音楽之友社、2001年
- 『オペラ対訳×分析ハンドブック　楽劇 ばらの騎士』広瀬大介訳、アルテスパブリッシング、2024年